# Cent Ans de solitude
Cet article concerne le roman de Gabriel García Márquez. Pour la série télévisée, voir Cent Ans de solitude (série télévisée).
Cent Ans de solitude (titre original : Cien años de soledad) est un roman de langue espagnole, écrit par le romancier, nouvelliste et journaliste colombien Gabriel García Márquez, prix Nobel de littérature en 1982. Il est rédigé en 1965 au Mexique et publié deux ans plus tard, en mai 1967, à Buenos Aires, en Argentine, par Editorial Sudamericana. Le premier tirage compte près de huit mille exemplaires. L'ouvrage, défini par la critique comme le chef-d'œuvre de son auteur, est souvent classé parmi les plus grands romans du XXe siècle. Il a permis à García Márquez d'entrer, de son vivant dans la liste des 100 meilleurs livres de tous les temps en 2002. La première phrase du livre (« Bien des années plus tard, face au peloton d'exécution, le colonel Aureliano Buendía devait se rappeler ce lointain après-midi au cours duquel son père l'emmena faire connaissance avec la glace. ») reste l'un des plus célèbres incipits de l'histoire littéraire,.
Cent Ans de solitude est considéré comme une pièce maîtresse de la littérature ibéro-américaine en particulier et de la littérature universelle en général. Il est l'une des œuvres hispanophones les plus lues et traduites actuellement. Nombre de lecteurs, critiques et écrivains  comme Pablo Neruda estiment qu'il s'agit du roman de langue espagnole le plus important depuis Don Quichotte,,,. Cent Ans de solitude est  cité comme le texte le plus représentatif du réalisme magique, courant esthétique d'origine européenne et picturale, définitivement associé au boom de la littérature latino-américaine à partir des années 1960. Le réalisme magique qu'expérimente García Márquez fait coexister divers genres littéraires et juxtapose, de manière ludique, cadre historique et géographique avéré, références socio-culturelles vraisemblables et motifs surnaturels. Cent Ans de solitude ouvre une nouvelle voie dans la littérature mondiale par son souhait de transfigurer la réalité par l'allégorie et l'imaginaire. Comme l'explique l'auteur à son biographe Gerald Martin, il s'agit de  faire en sorte que « les choses les plus effrayantes, les plus inhabituelles soient dites avec la plus grande impassibilité ».
Le roman narre la destinée de la famille Buendía sur sept générations et du village imaginaire de Macondo qu'elle habite. Acculés à vivre cent ans de solitude par la prophétie du gitan Melquíades, les Buendía vont traverser les guerres, les massacres et les conflits propres à l'histoire colombienne et connaître à la fois la grandeur et la décadence. À la mort de l'auteur en 2014, l'ouvrage s'était vendu à près de 30 millions d'exemplaires à travers le monde depuis sa première parution et avait été traduit dans 35 langues.

## Contexte et structure
Cent Ans de solitude est écrit par Gabriel García Márquez en 18 mois (entre 1965 et 1967) à Mexico, où il vit avec sa famille. L'idée originelle de cette œuvre surgit en 1952 lors d'un voyage que réalise l'auteur dans son village natal, Aracataca (Colombie), en compagnie de sa mère. Dans le conte Un jour après le samedi, publié en 1954, il fait référence à Macondo pour la première fois, et plusieurs des personnages de cette œuvre apparaissent dans certains de ses contes et de ses romans antérieurs. Au début, il pense intituler son roman La Maison, mais il se décide pour Cent Ans de solitude pour éviter la confusion avec le roman La Grande Maison, publié en 1954 par son ami, l'écrivain colombien Álvaro Cepeda Samudio. Initialement, il ne parvient pas à trouver le ton adéquat et pense abandonner avant que l'inspiration ne surgisse lors d'un voyage à Acapulco. Pour survivre durant le temps d'écriture, il est contraint de vendre sa voiture et son épouse Mercedes Barcha doit acheter le pain et la viande à crédit. Le couple accumule neuf mois de retard de loyer. D'autres anecdotes contées par Gerald Martin sont devenues célèbres : le romancier travaille sur une machine à écrire Olivetti dans une pièce de trois mètres sur deux baptisée « la caverne de la mafia ». Encouragé par ses proches, convaincus du chef-d'œuvre, il écrit toute la journée après avoir accompagné ses enfants à l'école, fume énormément et écoute Béla Bartók, Claude Debussy et les Beatles. La secrétaire, qui rapporte les manuscrits chez elle, les lit et les corrige, manque d'être renversée par un bus et lâche les feuillets qui s’éparpillent dans la rue. Pour l'envoi du tapuscrit à l'éditeur argentin, l’écrivain se rend avec sa femme à la poste mais le colis coûte 82 pesos. Ils n'envoient qu'une moitié du texte original et vendent leur radiateur, leur sèche-cheveux et leur mixeur pour expédier l'autre moitié en Argentine. La première édition de Cent Ans de solitude a lieu le 5 juin 1967 par Editorial Sudamericana, éditeur de Buenos Aires.
Le livre se compose de 20 chapitres sans titre, dans lesquels une histoire est racontée grâce à une structure temporelle cyclique ; tant les événements du village et de la famille Buendia que les noms des personnages se répètent encore et encore, faisant fusionner le fantastique et la réalité. Dans les trois premiers chapitres sont racontés l'exode d'un groupe de familles et l'établissement du village de Macondo. Du chapitre 4 au chapitre 16, il s'agit du développement économique, politique et social du village. Les quatre derniers chapitres relatent sa décadence.

## Résumé
Cent Ans de solitude relate l'histoire de la famille Buendía sur six générations, dans le village imaginaire de Macondo. Ce village est fondé par plusieurs familles, conduites par José Arcadio Buendía (es) et Úrsula Iguarán (es), un couple de cousins qui se marièrent, pleins d'appréhension et de craintes dues à leur parenté et au mythe existant dans la région, qui disait que leur descendance pourrait naître avec une queue de cochon. Malgré cela, ils eurent trois enfants : José Arcadio, Aureliano et Amaranta (prénoms qui se répèteront aux générations suivantes). José Arcadio, le fondateur, est la personne qui dirigera et enquêtera sur les nouveautés qu'apportent les gitans au village, et il terminera sa vie attaché à l'arbre où arrive le fantôme de son ennemi, Prudencio Aguilar avec lequel il dialogue. Ursula est la matriarche de la famille, qui vit durant plus de cent ans, s'occupant de la famille et du foyer.
Le village va peu à peu s'étendre et avec cet accroissement arrivent des habitants venant de l'autre côté du marécage (terrain qui entoure et isole le village de l'extérieur, comme c'est le cas pour la ville colombienne d'Aracataca). Avec eux, l'activité commerciale et la construction se développent à Macondo. Malheureusement, apparaissent aussi la peste de l'insomnie et la peste de l'oubli. La perte de mémoire oblige les habitants à inventer une méthode pour se souvenir des choses et Aureliano commence à étiqueter tous les objets pour se rappeler leur nom ; cependant, cette méthode commence à faillir quand les personnages oublient la lecture. Jusqu'au jour où revient Melquíades (es) (le chef des gitans et ami de José Arcadio) avec une boisson pour rétablir la mémoire de manière immédiate. En remerciement, il est invité à rester vivre dans la maison.
Quand la guerre civile éclate, la population prend une part active au conflit en envoyant une armée de résistance dirigée par le colonel Aureliano Buendía (second fils de José Arcadio) lutter contre le régime conservateur. Pendant ce temps, au village, Arcadio (petit-fils du fondateur et fils de Pilar Ternera et José Arcadio) est nommé chef civil et militaire par son oncle et se transforme en un dictateur brutal, qui est fusillé quand le conservatisme reprend le pouvoir.
La guerre continue et la vie du colonel est sauvée en plusieurs occasions, jusqu'au jour où fatigué de lutter sans raison, il signe un traité de paix qui durera jusqu'à la fin du roman. Après avoir signé le traité, Aureliano se tire une balle dans la poitrine, mais il survit. Plus tard, il retourne à la maison, s'éloigne de la politique et se consacre à la fabrication de petits poissons en or, enfermé dans son atelier d'où il sort uniquement pour les vendre.
Aureliano le Triste, l'un des dix-sept enfants du colonel Aureliano Buendia, installe une fabrique de glace à Macondo, laisse le commerce à son frère Aureliano le Centième et s'en va du village avec l'idée d'amener le train. Il revient peu de temps après, remplissant sa mission, laquelle génère un grand développement, avec le train, arrive aussi le télégraphe, le gramophone et le cinéma. Le village se convertit alors en un centre d'activité dans la région, attirant des milliers de personnes de différents lieux. Quelques étrangers récemment arrivés établissent une plantation de bananes près de Macondo. Le village prospère jusqu'à l'apparition d'une grève à la plantation bananière ; pour en finir avec elle, l'armée nationale est présente et les travailleurs qui protestent sont assassinés et jetés à la mer.
Après le massacre des ouvriers de la bananeraie, le village fut assailli par les pluies qui durèrent quatre ans, onze mois et deux jours. Ursula dit qu'elle attend la fin du déluge pour enfin mourir. Naît Aureliano Babilonia, le dernier membre de la lignée Buendia (d'abord appelé Aureliano Buendia, jusqu'à ce qu'il découvre grâce aux parchemins de Melquiades que le nom de son père est Babilonia). Quand les pluies cessent, Ursula meurt et Macondo reste désolé.
La famille se voit réduite et à Macondo, on ne se souvient déjà plus des Buendia ; Aureliano se consacre au déchiffrement des parchemins de Melquiades dans son laboratoire, jusqu'à ce que revienne de Bruxelles sa tante Amaranta Ursula, avec laquelle il a une liaison. Amaranta Ursula tombe enceinte et a un enfant qui à la naissance a une queue de cochon ; elle meurt vidée de son sang après l'accouchement. Aureliano Babilonia, désespéré, sort dans le village appelant de porte en porte, mais Macondo est alors un village abandonné et il rencontre seulement un buvetier qui lui offre de l'eau-de-vie. Il reste dormir. À son réveil, il se souvient de son nouveau-né et court le chercher, mais à son arrivée, il se rend compte que des fourmis sont en train de le manger.
Aureliano se rend compte que les événements étaient prédits dans les parchemins de Melquiades et termine de déchiffrer l'histoire des Buendia qui était déjà écrite à l'avance, comprenant en les lisant que sa propre histoire s'achève là et avec lui, l'histoire de Macondo.

## Thèmes centraux

### La solitude
Tout au long du roman, tous les personnages semblent prédestinés à souffrir de la solitude comme une caractéristique innée à la famille Buendia. Le village même vit isolé de la modernité, toujours en attente de l'arrivée des gitans qui amènent les nouvelles inventions ; et l'oubli, fréquent dans les événements tragiques récurrents dans l'histoire de la culture que présente l'œuvre.
La solitude est particulièrement évidente pour le colonel Aureliano Buendia dont la maladresse pour exprimer l'amour fait qu'il s'en va à la guerre en laissant des enfants de mères différentes à divers endroits. À certaines occasions, il demande même que l'on trace un cercle de trois mètres autour de lui pour éviter qu'on l'approche. Aussi, après avoir signé la paix, il se tire une balle dans la poitrine pour ne pas avoir à affronter l'avenir, mais il est tellement malchanceux qu'il se rate et passe sa vieillesse dans le laboratoire d'alchimie à fabriquer des petits poissons en or qu'il défait et refait dans un pacte d'honneur avec la solitude. D'autres personnages comme le fondateur de Macondo, José Arcadio Buendia (qui meurt seul sous un arbre), Ursula (qui vit la solitude dans la cécité), José Arcadio (fils du fondateur) et Rebeca (qui s'en vont habiter seuls dans une autre maison), Amaranta (qui reste célibataire), Gerineldo Márquez (qui attend une pension qui n'arrive jamais), Pietro Crespi (qui se suicide face au refus de ses maîtresses), entre autres, souffrent des conséquences de la solitude et de l'abandon.
Une des raisons primordiales pour laquelle ils finissent seuls et frustrés est leur incapacité à aimer. Cet état est rompu avec l'union d'Aureliano Babilonia et Amaranta Ursula, qui ne connaissent pas leur lien de parenté, provoquant une fin tragique à l'histoire.

### La réalité et la fiction (ou réalisme magique)
Déçu par la dimension purement réaliste de ses premiers textes, García Márquez tente une approche plus singulière dans Cent Ans de solitude. Sur l'exemple du Tambour de Günter Grass, la narration présente des événements fantastiques ou merveilleux dans le quotidien. Ces motifs irrationnels n'apparaissent jamais anormaux aux yeux des personnages, contrairement aux codes habituels de la littérature fantastique. De la même façon, l'exagération de l'environnement est fréquente. Sont notamment présentés des faits historiques colombiens comme les guerres civiles dues au conflit entre partis politiques et le « massacre des bananeraies » à l'intérieur du mythe de Macondo.
Des événements extraordinaires comme l'élévation de Remedios la belle, les prophéties des parchemins de Melquíades, la lévitation du Père Nicanor, la réapparition de personnages morts, les inventions extraordinaires apportées par les gitans (comme l'aimant, la loupe, la glace, le tapis volant, etc.), le mélange du passé et du présent ou encore la représentation ponctuelle d'un temps arrêté rompent avec la réalité objective présentée dans l'œuvre et invitent le lecteur à entrer dans un monde subjectif et spirituel dans lequel les situations les plus invraisemblables paraissent à la fois possibles et banales.

### L'inceste
Les relations entre parents s'inscrivent dans le mythe de la naissance d'un enfant avec une queue de cochon ; malgré cela, elles sont présentes entre plusieurs membres de la famille et plusieurs générations.
L'histoire commence avec une relation entre deux cousins : José Arcadio et Ursula, qui grandirent ensemble dans l'ancien campement, et ont l'exemple de quelques-uns de leurs oncles qui eurent un enfant avec une queue de porc. Postérieurement, José Arcadio (fils du fondateur) se marie avec Rebeca Montiel (fille adoptive), représentation d'une relation entre frères. Aureliano José vit la frustration en tombant amoureux de sa tante Amaranta ; il va jusqu'à la demander en mariage, mais celle-ci refuse. Finalement, il y a la relation entre Amaranta Ursula et son neveu, Aureliano Babilonia, qui ne connaissent pas leur lien de parenté étant donné que Fernanda del Carpio, grand-mère d'Aureliano, lui a caché ses véritables origines.
Cette dernière relation – seule véritable relation d'amour dans le récit – est, paradoxalement, la cause de la disparition de la lignée Buendia, prédite dans les parchemins de Melquiades.

## Personnages

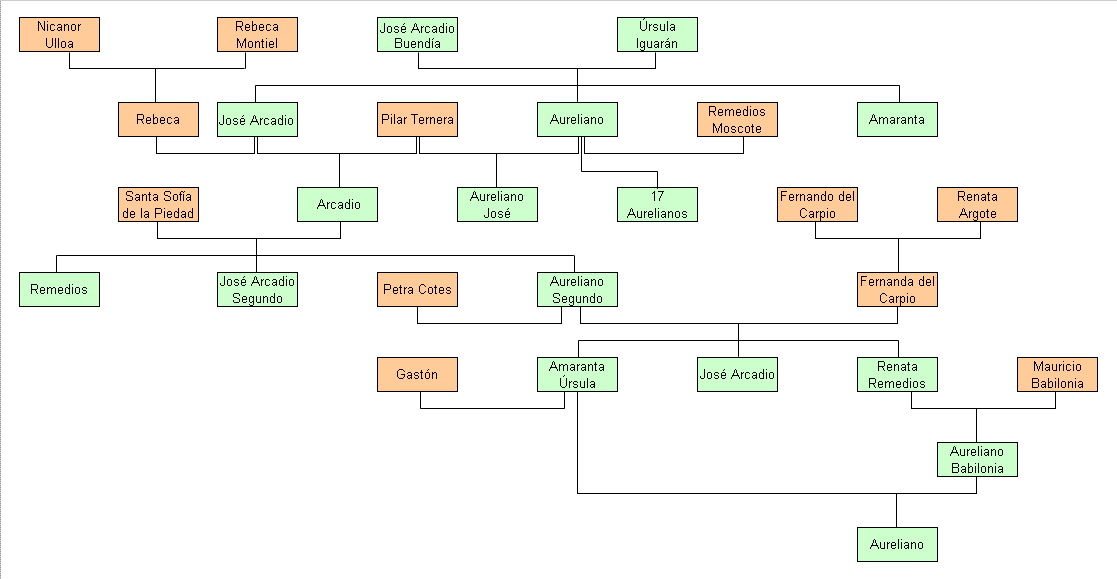
Arbre généalogique de la famille Buendia
(sept générations de José Arcadio Buendia au second Auréliano Babilonia)